# Norvég mozdonyok és motorvonatok listája

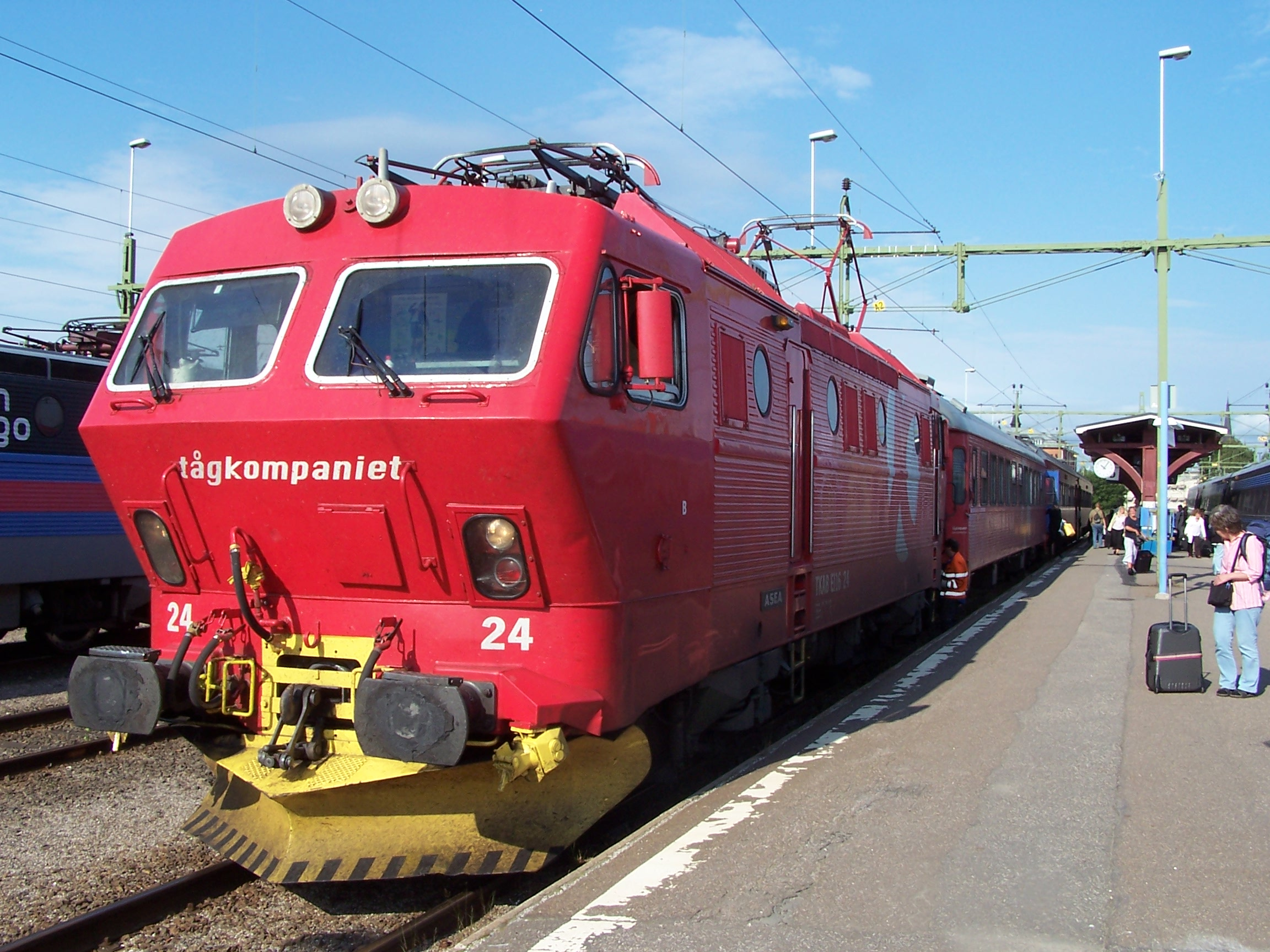
NSB El 16 sorozat

Ez a lista Norvégia vasúti járműveit tartalmazza.

## Dízelmozdonyok
- Di 1
- Di 2
- Di 3
- Di 4
- Di 5
- Di 6
- Di 7
- Di 8
- G12
- CD66

## Villamosmozdonyok
- El 1
- El 2
- El 3
- El 4
- El 5
- El 6
- El 7
- El 8
- El 9
- El 10
- El 11
- El 13
- El 14
- El 15
- El 16
- El 18

## Villamosmotorvonatok
- BM 62
- BM 64
- BM 65
- BM 66
- BM 67
- BM 68
- BM 69
- BM 70
- NSB 71
- NSB 72
- BM 73

## Dízel motorvonatok
- BM 83
- BM 86
- BM 87
- BM 88
- BM 89
- BM 91
- BM 92
- BM 93
- Y1